# 방학중학교
방학중학교(放鶴中學校)는 대한민국 서울특별시 도봉구 방학동에 있는 공립 중학교이다.

## 학교 연혁
- 1982년 1월 17일 : 학교설립 인가(공립)
- 1982년 3월 1일 : 초대 장석호 교장 취임
- 1982년 3월 4일 : 신입생 18학급 입학
- 2017년 3월 2일 : 마을결합형 복합시설(꿈빛터)
- 2017년 8월 16일 : 학생 급식실 리모델링 완공
- 2021년 3월 1일 : 제13대 김기수 교장 취임
- 2023년 2월 3일 : 제39회 135명 졸업
- 2023년 3월 2일 : 신입생 6학급 입학

## 참고 자료
- 방학중학교 - 한국교육학술정보원 학교알리미